# Aegonychon
Aegonychon es un género monotípico de planta herbácea perteneciente a  la familia Boraginaceae. Su única especie: Aegonychon purpurea-coeruleum Holub, es originaria de Eurasia.

## Descripción
Es una hierba que alcanza un tamaño de 20-50 cm de altura, rizomatosa, uni- o multicaule. Tallos ± erectos, generalmente simples, híspidos, con pelos adpresos y patentes de distintos tamaños, hasta de 1,2(1,5) mm. Hojas cortamente pecioladas, híspidas, con pelos de distintos tamaños en ambas superficies, ± adpresos en el margen; las basales hasta de 3(4) × 0,3(0,5) cm, de estrechamente elípticas a lineares, agudas –las cercanas al rizoma ± escuamiformes–; las caulinares medias hasta de 8,5 × 1,5(2) cm, de lanceoladas a estrechamente elípticas, generalmente atenuadas en un pecíolo corto, de agudas a algo acuminadas, las caulinares medias generalmente atenuadas en un pecíolo corto. Inflorescencia con cimas de 15-25(30) cm en la fructificación, laxas. Flores con brácteas foliosas, más pequeñas, iguales o mayores que las flores; pedicelos en flor de 1,5-2,5 mm, en fruto de 3-4 mm. Cáliz en flor de (4,5)6-9 mm, en fruto hasta de 12 mm; lóbulos de 0,4-0,6(0,8) mm de anchura, lineares, setoso-híspidos, con pelos de distinta longitud, hasta de 1,3(1,6) mm, adpresos y ± patentes. Corola de (8)10-14(16) mm de diámetro, purpúrea o azulada; tubo (6)7-9(10) mm, cilíndrico, pubescente en la parte superior de la cara externa y glabro en la inferior, con 5 líneas internas de papilas desde la inserción de los estambres hasta ± la 1/2 del tubo; garganta con 5 callosidades papilosas ± lanceoladas, que alternan con otras tantas bandas de pelos glandulíferos; lóbulos 3-5(5,5) × 2,5-4,5 mm, densamente pubescentes por la cara externa, con pelos más pequeños hacia los márgenes, laxamente pubescentes por la interna, glabros hacia los márgenes. Estambres insertos en la parte superior del tubo de la corola; filamentos (0,5)0,6-0,8 mm, papilosos en la base; anteras 1-1,2(1,5) mm, con un apículo de c. 0,2 mm, parduscas. Ovario con estilo de (4)5-7,5(8,5) mm; estigma bilobado con un apéndice estéril ± cónico y bífido. Núculas (3,2)3,5-4 × 2,5- 3(3,5) mm, ovoides o subglobosas, aquilladas ventralmente, lisas, blancas o blanco-amarillentas, brillantes.

## Distribución y hábitat
Se encuentra en los herbazales frescos o sombríos, ribazos, claros de bosque y fondo de barrancos; a una altitud de 300-2000 metros desde el W de Europa hasta Irán. N, C y mitad E de España.

## Taxonomía
Aegonychon purpurea-coeruleum fue descrita por  Josef Ludwig Holub y publicado en Folia Geobot. Phytotax. 8: 165 (1973)
Citología
Número de cromosomas de Aegonychon purpurocaeruleum (Fam. Boraginaceae) y táxones infraespecíficos: 2n=16
Sinonimia
- Lithospermum purpurocaeruleum L.[4]
- Aegonychon repens (Stokes) Gray
- Buglossoides purpurocaeruleum (L.) I.M. Johnst.
- Lithospermum lucanum N. Terracc.
- Lithospermum repens Stokes
- Margarospermum purpurocaeruleum (L.) Opiz in Bercht.[5]

## Nombre común
- Castellano: aljófar derramada, lengua de pedrisca, mijo del sol de la flor azul, té de olivares.[5]